# Isaacson Point
Der Isaacson Point ist die südöstliche Landspitze von Bellingshausen Island im Archipel der Südlichen Sandwichinseln. Sie begrenzt nordöstlich die südwestliche Einfahrt in den Maurice Channel.
Wissenschaftler der britischen Discovery Investigations kartierten und benannten die Landspitze im Jahr 1930. Namensgeber ist S. M. Isaacson, Assistentin des Ausschusses dieser Forschungsreihe von 1929 bis 1947.